# La Lealtad Navarra
La Lealtad Navarra fue un periódico tradicionalista publicado en Pamplona (Navarra) entre 1888 y 1897. 

## Historia
Su primera publicación, de frecuencia diaria, fue lanzada el día 20 de noviembre de 1888. Sustituyó como órgano del partido carlista navarro a El Tradicionalista, cuyo director, Francisco María de las Rivas, se había adherido a la causa integrista liderada por Ramón Nocedal.
Según declaraba, su ideario era a «Unidad católica, la Monarquía tradicional con Cortes a la antigua usanza y libre régimen foral.» Se declaraba enemigo del liberalismo, obteniendo, por su fuerte carácter y celo religioso, el apodo de sacristanescos de mano de sus detractores.
Con la escisión nocedalista de 1888, el anterior rotativo El Tradicionalista fue desautorizado, por Simón Montoya, como órgano carlista el 18 de julio de 1888, siendo sustituido por un nuevo periódico, La Lealtad Navarra, fundado ese año y que empezó sus publicaciones el 20 de noviembre del mismo año.
En julio de 1897 publican el último número para reaparecer unos meses más tarde, en noviembre, con una nueva cabecera: El Pensamiento Navarro.

## Características
Su redacción estaba situada en la Calle Tecenderías 33 en el Casco Antiguo de Pamplona.  Esta calle actualmente se llama Florencio Ansoleaga.
Su formato era de 50 x 35 cm con una disposición en 4 columnas.
Fueron sus directores Alfonso Fernández Casado y J. Donato Cumia en cuya imprenta se elaboraba este diario.